# سفنجية
السَّفَنجية هو جنس من الفطريات في فصيلة الدعريات. يتوزع الجنس على نطاق واسع ويحتوي على عشرة أنواع. حددَ الجنسَ عالمُ الفطريات الفرنسي نرسيس تيوفيل بَتوُيلَرد في عام 1887. يجمع اسم الجنس العلمي بين الكلمات اللاتينية للإسفنج") والجلد.